# Robert T. Odeman
Robert T. Odeman u Odemann, seudónimo de Martin Hoyer (Blankenese, 30 de noviembre de 1904 - Berlín, 14 de enero de 1985), fue un cabaretista, poeta y pianista alemán.

## Vida
Robert T. Odeman nació como Martin Hoyer el 30 de noviembre de 1904 en Blankenese, actualmente un barrio de Hamburgo. Tras su formación como carpintero, estudió piano clásico y trabajó con cierto éxito como pianista durante unos años. Acompañaba películas mudas e muchos cines de Hamburgo. Debido a una herida en la mano, tuvo que dejar el piano y se centró en el teatro.
En 1922 conoció el estudiante de Arquitectura Martin Ulrich Eppendorf (Muli), con el que vivió 10 años, hasta que Eppendorf falleció en 1932. En 1933 tomó la dirección musical del Neuer Theater de Hamburgo. En 1935 fundó un cabaret en Berlín, pero poco después de su apertura, la Gestapo cerró el local.
En noviembre de 1937 fue detenido por la Gestapo por su relación sentimental con un librero de Hamburgo, por delito contra el artículo 175 del código penal, que declaraba ilegal las relaciones homosexuales. Fue condenado a 27 meses de prisión, que cumplió inicialmente en la prisión de Plötzensee, en Berlín, y luego en diversas otras prisiones de Berlín. Tras su liberación, se prohibió a Odeman ejercer su profesión, con lo que ya no podía actuar de forma pública.
Tampoco su relación de conveniencia con la cantante Olga Rinnebach pudo impedir que fuera detenido de nuevo en 1942. Su condena la cumplió bajo condiciones penosas en el Campo de concentración de Sachsenhausen. En el campo de concentración tenía el trabajo de Blockschreiber, «escribiente». Bajo condiciones que no han podido ser aclaradas, consiguió huir del Campo en primavera de 1945.
Tras la Guerra, participó en la reconstrucción —sobre todo en Hamburgo— de la vida cultural, estudiando para actor y actuando en diversos teatros y producciones. Los poemas satíricos que escribió Odeman fueron editados en forma de libro; fueron cantados por músicos como Charles Kálmán y Norbert Schultze y editados en forma de discos; también fueron editados en forma de discos hablados, que realizó él mismo, tras ser animado por las actrices Pamela Wedekind y Ursula Herking.
En 1959 conoció a Günter Nöring (1933–2006), que en aquel entonces tenía 25 años, con el que vivió hasta su muerte. Debido a que no existía la posibilidad de matrimonio entre hombres en la década de 1960, Odeman adoptó a su pareja, al que solía llamar Kai, del personaje del mismo nombre del libro infantil Kai aus der Kiste. Nöring pasó a llevar el nombre Günter Odeman-Nöring.
En 1985 Robert T. Odeman falleció a los 81 años en Berlin-Grunewald.

## Obra
Robert T. Odeman escribió más de 50 poemas satíricos, que fueron editados por Blanvalet Berlin (hoy la editorial Random House); entre otros :
- Kein Blatt vorm Mund
- Frechdachsereien eines Junggesellen
- Unkraut vergeht nicht
- Der kleine Zauberberg
- Die Hochzeit zu Kanaa

## Discos hablados
Una selección de sus poemas hablados fueron editados por Telefunken en la colección Wort und Stimme, de los que algunos tuvieron un éxito considerable:
- Der Alltag ist nicht grau - Verse eines Unverbesserlichen
- Damen bitte weghören
- Reden wir nicht darüber
- Ungeschminkt bei feinen Leuten
- Verse eines dreisten Zeitgenossen
- Ganz unter uns

## Discos cantados
- Norbert Schultze - Pampelmusenküsse. 13 Chansons nach Gedichten von Robert T. Odeman
- Diverse - Robert T. Odeman: Die Zeit vergeht. Ein Portrait in historisch z.T. unveröffentlichten Aufnahmen von 1934–1978

## Audiolibros
- Dunkler Anzug erbeten (voz: Michael H. Gloth)